# Robert Kronberg
Robert Kronberg (Suecia, 15 de agosto de 1976) es un atleta sueco especializado en la prueba de 60 m vallas, en la que consiguió ser medallista de bronce europeo en pista cubierta en 2005.

## Carrera deportiva
En el Campeonato Europeo de Atletismo en Pista Cubierta de 2005 ganó la medalla de bronce en los 60 m vallas, con un tiempo de 7.65 segundos, tras el francés Ladji Doucouré (oro con 7.50 segundos) y el español Felipe Vivancos (plata con 7.61 segundos).